# Karl Wilhelm Nitzsch
Karl Wilhelm Nitzsch, född den 22 december 1818 i Zerbst, död den 20 juni
1880 i Berlin, var en tysk historiker, son till Gregor Wilhelm Nitzsch.
Nitzsch blev 1844 e.o. professor i Kiel samt ordinarie professor där 1858, i Königsberg 1862 och i Berlin 1872. 
Som historiker kännetecknades han av ett anmärkningsvärt universellt intresse och stor skicklighet i att framställa politisk och ekonomisk utveckling i deras organiska sammanhang. 
Bland Nitzschs arbeten märks Die Gracchen und ihre nächsten vorgänger (1846) och Deutsche studien. Gesammelte aufsätze und vorträge zur deutschen geschichte (1879). 
Efter hans papper och föreläsningar utgavs Geschichte des deutschen volks bis zum augsburger religionsfrieden (av G. Matthäi, 3 band, 1883-85) och Geschichte der römischen republik (av G. Thouret, 2 band, 1884-85).